# Mycetophila neopucatrihuana
Mycetophila neopucatrihuana är en tvåvingeart som beskrevs av Duret 1992. Mycetophila neopucatrihuana ingår i släktet Mycetophila och familjen svampmyggor. Inga underarter finns listade i Catalogue of Life.